# Eosinofilie
Eosinofilie is in de geneeskunde het meer dan normaal voorkomen van eosinofiele granulocyten, een bepaald type witte bloedcel, in het perifere bloed. Dit kan wijzen op een allergische reactie, maar het kan ook een afweerreactie zijn tegen parasieten, zoals wormen. Indien sprake is van een allergische reactie, spreekt men van allergenen.